# Santa Clara Sporting Club
O Santa Clara Sporting Clube é a Filial nº 152 do Sporting Clube de Portugal fundada e baseada nos Estados Unidos da América, mais concretamente em Santa Clara, Califórnia. 26 de Setembro de 1971 é a data em que o clube foi fundado, por um conjunto de adeptos lusos de futebol. O objectivo inicial era competir na Peninsula Soccer League, mas no início da década de 1980 o clube expandiu-se, criando um programa de formação de jovens jogadores, que é um dos mais competitivos não só do Norte da Califórnia, como também de todos os EUA. É inclusive parceiro de formação do West Ham United.

O Santa Clara Sporting é considerado um dos cinco melhores clubes do Norte da Califórnia. Além disso, o SC Sporting é normalmente considerado um dos dez melhores a nível nacional. As equipas técnicas do clube têm vindo a formar alguns dos melhores jogadores. Uns dão seguimento à carreira a nível universitário e outros a nível profissional, no México e Europa. Todos os anos são enviados por este clube um número de 60 atletas para o programa olímpico.
Em 2003 o SC Sporting lançou Invitational Tournament. Este torneio rapidamente se tornou no mais importante do Norte da Califórnia. Consiste em 3 dias de competição, e participam algumas das melhores equipas da região.
O clube verde e branco também tem uma relevante vertente social, destacando-se a criação, em 2008, do programa Goals-for-a-Cure. Este consiste na angariação de fundos para apoio a campanhas de luta contra o cancro da mama.